# Thales Guaracy
Thales Guaracy (São Paulo, 15 de março de 1964) é um escritor,romancista, jornalista e editor brasileiro.
Nasceu no bairro da Liberdade, filho do jornalista Alípio do Amaral Ferreira e da pedagoga Marlene Fiorini Ferreira. Passou sua primeira infância naquela região da cidade, povoada pelos inferninhos, os imigrantes japoneses e os intelectuais que se opunham ao regime militar, após o golpe de 1964.

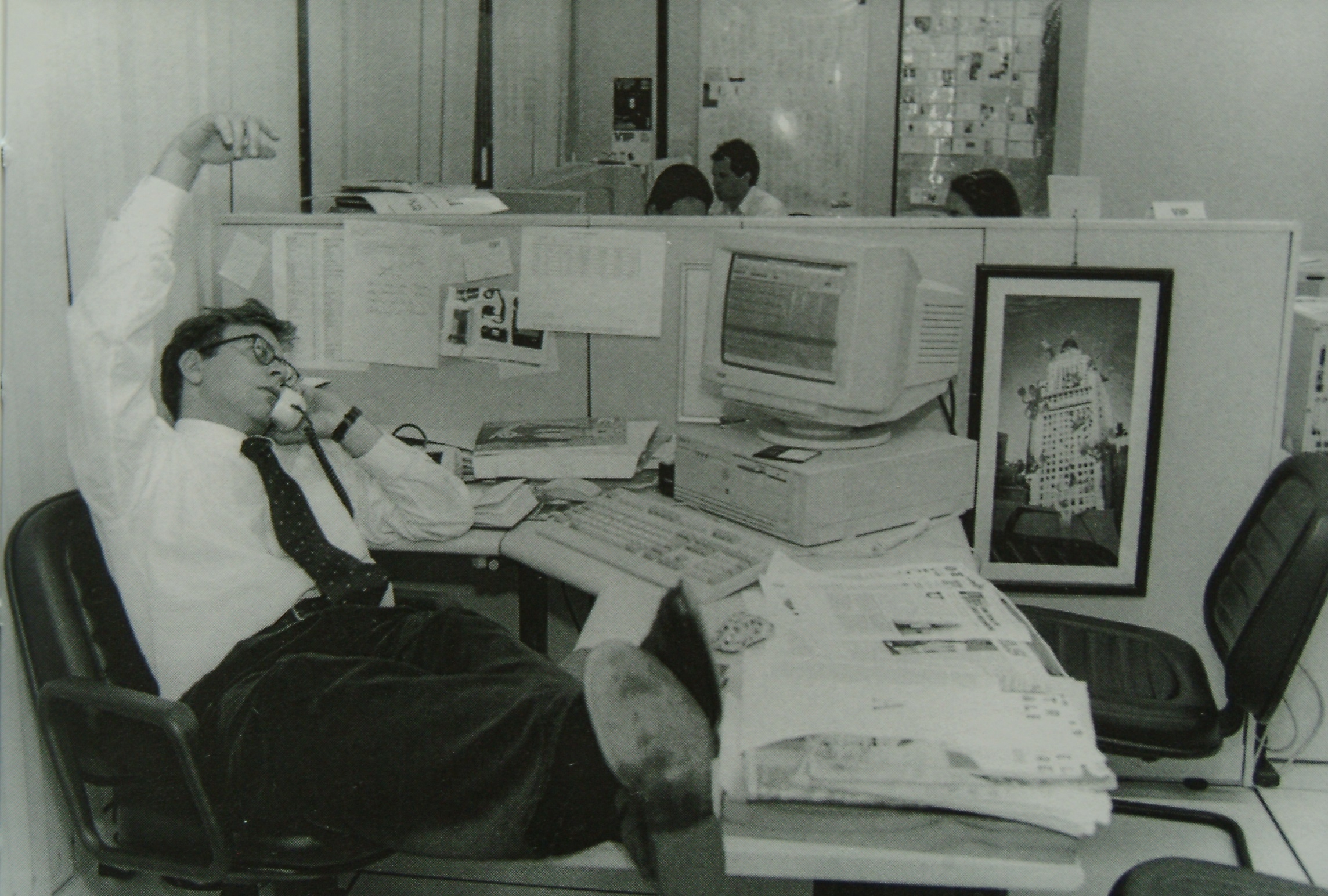
Thales Guaracy na redação de Exame, em 1994: trabalho de imprensa na transição para o regime democrático e prêmio Esso pela cobertura da primeira eleição presidencial no Brasil após o regime militar

Formado em Ciências Sociais e Jornalismo pela Universidade de São Paulo, trabalhou como repórter em jornais como Gazeta Mercantil e O Estado de S. Paulo, além da revista Exame e, sobretudo, Veja, onde foi repórter especial e editor de assuntos nacionais. Em Veja, participou ativamente do período de transição da ditadura militar para o regime democrático, ganhando um prêmio Esso de jornalismo político em 1989, pelo trabalho de sua equipe na cobertura da primeira eleição direta para a presidência do Brasil em 30 anos.
Sem deixar o jornalismo, lançou-se como romancista em 1998, com Filhos da Terra, saga da imigração italiana no final do século XIX no interior de São Paulo  e, mais tarde, O Homem Que Falava com Deus (2003), reconstituição contemporânea da história bíblica de Moisés. Em 2005, lançou A Quinta Estação, reflexão sobre o amadurecimento emocional masculino em cinco contos de amor.
Como repórter, escreveu ainda O Sonho Brasileiro, biografia do comandante Rolim Adolfo Amaro, polêmico empresário que transformou a TAM na maior companhia aérea do Brasil, entre os anos 1970 e 2001.
Em 2007, lançou o romance Campo de Estrelas, sobre uma viagem de pai e filho a Machu Picchu, ao encontro dos mistérios da vida e da coragem contra o medo nos momentos mais extremos.
Como editor de livros, Thales foi o diretor editorial e criador do selo Benvirá, da Editora Saraiva, dedicado à publicação de obras de ficção e não-ficção. Na Saraiva, onde trabalhou de novembro de 2009 a março de 2013, lançou o Prêmio Benvirá de Literatura, recordista em número de inscrições em concursos de originais de não-ficção, que resultou na publicação de Nihonjin, de Oscar Nakasato, também ganhador do prêmio Jabuti de melhor romance em 2012, e Deserto, de Luis Sergio Krausz, em 2013.
Em 2015, publicou A Conquista do Brasil (1500-1600), reportagem histórica sobre o primeiro século de colonização brasileira e uma análise do DNA nacional, também publicada em sucessivas edições em Portugal. Em 2017, voltou ao romance com Anita, visão contemporânea da heroína Anita Garibaldi. Em 2019, continuou a saga história brasileira com A Criação do Brasil (1600-1700). No ensaio histórico A Era da Intolerância, traçou a trajetória dos conflitos no Brasil e no mundo após a virada do século XX para o XXI.
Em poesia, publicou Asas sobre nós, uma história afetiva do que chamou de "geração da liberdade", que compreende o período da democratização dos países da América Latina e a queda da Cortina de Ferro até a retomada dos conflitos políticos e sociais com a onda reacionária dos anos 2020, publicado pela editora portuguesa Assírio & Alvim, que trouxe como editor ao Brasil em 2022.
Thales deu uma roupagem realista e contemporânea à história colonial  e devolveu a literatura e a poesia brasileira aos grandes épicos, com engenhosa narrativa e um espírito investigador sobre temas universais como a família, o amor e outras questões essenciais da vida humana.

## Obra
- Liberdade para todos (Infantil, Editora Moderna, 1996)
- Filhos da terra (Editora Siciliano, 1998 e 2002)
- O homem que falava com Deus (Editora Siciliano, 2001)
- O sonho brasileiro (A Girafa, 2003)
- A quinta estação (Arx, 2005)
- Campo de estrelas (Globo, 2007)
- Amor e tempestade (Suma de Letras/Objetiva, 2009)
- A Conquista do Brasil (Editora Planeta, 2015)
- Anita (2016)
- A Criação do Brasil (Editora Planeta, 2018)
- Anita (Quatro estações, Portugal, 2016)
- A Conquista do Brasil (Planeta Portugal, 2016, 2a. edição 2022)

1. ↑  «Filhos da Terra | EDITORAS.COM». Consultado em 24 de julho de 2023
2. ↑  «Entrevista: Oscar Nakasato». Biblioteca Pública do Paraná. Consultado em 18 de julho de 2023
3. ↑  Sá, Michele Eduarda Brasil de (2017). «Identidade e cultura no romance Nihonjin, de Oscar Nakasato». ITINERÁRIOS – Revista de Literatura. ISSN 0103-815X. Consultado em 18 de julho de 2023
4. ↑  «Escritor maringaense Oscar Nakasato vence o Prêmio Jabuti de 2012 com "Nihonjin" - Português - Disciplina - Lingua Portuguesa». www.portugues.seed.pr.gov.br. Consultado em 18 de julho de 2023
5. ↑  Almeida, Marco Rodrigo (25 de maio de 2015). «Formação do país ganha retrato de horro em A Conquista do Brasil». Folha de S.Paulo. Consultado em 18 de julho de 2023
6. ↑  Tempo, O. (23 de maio de 2015). «"A Conquista do Brasil" por Guaracy | O TEMPO». www.otempo.com.br. Consultado em 18 de julho de 2023
7. ↑  «Thales Guaracy: "Essa história de pedir desculpa [pela colonização] francamente é uma exorbitância"». www.sabado.pt. Consultado em 18 de julho de 2023
8. ↑  «Romance | Thales Guaracy». Biblioteca Pública do Paraná. Consultado em 18 de julho de 2023
9. ↑  «‎Ilustríssima Conversa: Banho de sangue marcou formação do Brasil, conta jornalista no Apple Podcasts». Apple Podcasts. Consultado em 18 de julho de 2023
10. ↑  Gearini, Victória (28 de maio de 2020). «A criação do Brasil: livro explica o controverso desenvolvimento do país durante o período colonial». Aventuras na História. Consultado em 18 de julho de 2023
11. 1 2  «'O Brasil precisa entender sua gênese'». G1. 7 de novembro de 2018. Consultado em 18 de julho de 2023
12. ↑  Silva, Paulo André da (24 de maio de 2022). «A Era da intolerância, de Thales Guaracy». Estudos Universitários (1): 323–336. ISSN 2675-7354. doi:10.51359/2675-7354.2022.253781. Consultado em 18 de julho de 2023
13. ↑  Bahia, Redação do Jornal Grande (22 de maio de 2022). «Livro 'A Era da Intolerância', de Thales Guaracy, aborda a liberdade como ferramenta de combate ao radicalismo». Jornal Grande Bahia (JGB). Consultado em 18 de julho de 2023
14. ↑  «Problema maior da intolerância está na economia, diz cientista social». Metrópoles. Consultado em 18 de julho de 2023
15. ↑  Gearini | @victoriagearini, Victória (3 de agosto de 2021). «'A era da intolerância': Obra apresenta os principais desafios da sociedade democrática». Aventuras na História. Consultado em 24 de julho de 2023
16. ↑  PublishNews. «Assírio & Alvim chega ao Brasil com Fernando Pessoa inédito». PublishNews. Consultado em 18 de julho de 2023
17. ↑  «Editora portuguesa Assírio & Alvim chega ao Brasil com coletânea inédita de Fernando Pessoa». Terra. Consultado em 18 de julho de 2023
18. ↑  PublishNews. «Thales Guaracy lança hoje primeiro livro de poesia». PublishNews. Consultado em 24 de julho de 2023